# Михайличенко Олег Володимирович
Михайличенко Олег Володимирович — український педагог, доктор педагогічних наук, професор. Один із засновників сучасної теорії музичної педагогіки та методики навчання суспільних дисциплін. Особистий код науковця: orcid.org/0000-0002-6636-8671

## Життєпис
Народився 8 травня 1952 р. в місті Суми, Україна.
У 1967 р. закінчив Сумську восьмирічну школу №20, у 1969 р. — Сумську середню школу №1. З 1970 по 1972 служив у лавах збройних сил. З 1972 по 1975 р. працював учителем музики та історії світової художньої культури в школах м. Суми, паралельно навчався в Сумському музичному училищі ім. Д. Бортнянського, а з 1975 по 1980 р. - у Харківському інституті мистецтв ім. І. П. Котляревського в класі видатного українського хорового диригента Народного артиста України В. С. Палкіна. З 1983 по 1985 навчався в аспірантурі філософського факультету Київського національного університету ім. Т. Г. Шевченка. Закінчив історичний факультет Харківського національного педагогічного університету ім.Г.Сковороди.
Кандидатську дисертацію - "Поліпшення естетичного виховання підлітків засобами мистецтва" - захистив достроково у 1985 р. Докторську - "Музично-естетичне виховання дітей та молоді в Україні у другій половині XIX - на початку XX ст." - у 2007 р. Звання професора методики викладання суспільних дисциплін присвоєно у 2008 р.

## Науково-педагогічна діяльність
З 1980 по 1983 - викладач кафедри музичного виховання Сумського педагогічного університету ім.А.С.Макаренка. З 1983 по 1985 - аспірант філософського факультету КДУ ім.Т.Шевченка. З 1985 по 2003 - викладач, старший викладач, доцент кафедри педагогіки та психології Київського національного лінгвістичного університету. З 2003 по 2010 - декан історичного факультету Сумського державного педагогічного університету ім. А. С. Макаренка.
З 2010 року — професор, завідувач кафедри всесвітньої історії та методики навчання суспільних дисциплін Сумського державного педагогічного університету ім. А. С. Макаренка.
Керівник колективної наукової теми "Поліпшення методики викладання суспільно-політичних дициплін у загальноосвітній та вищій школі"  [Архівовано 4 березня 2016 у Wayback Machine.].
З 1996 року — заступник головного редактора фахового збірника наукових праць з педагогічних та психологічних наук «Теоретичні питання культури, освіти та виховання» Київського національного лінгвістичного університету, головний редактор всеукраїнського науково-педагогічного журналу "Теорія та методика навчання суспільних дисциплін".
Автор понад 130 наукових праць у галузі теорії та історії педагогіки, культурології, мистецтвознавства.
Підготував шість кандидатів наук.
Має нагороди: Подяка Кабінету міністрів України (2009), Почесна грамота Міністерства освіти і науки України (2006 р.), Нагрудний знак МОН України „Відмінник освіти України” (2009 р.), Нагрудний знак МОН України „Антон Макаренко” (2008 р.),  Почесна грамота Національної академії педагогічних наук України (2009), Нагрудний знак Сумської міської Ради „60 років визволення м.Суми від фашистських загарбників”(2008 р.), Почесна грамота Сумського міського Голови (2011).
Михайличенко О.В. редактор майже 100 колективних монографій, що видані у Європі на шести європейських мовах - англійська, німецька, французька, італійська, іспанська та інших мовах, які є у продажі в міжнародному магазині видань "Morebooks.shop" - ShopUi (morebooks.shop) Mykhailychenko.

## Основні наукові праці
Автор більше ста п'ятдесяти фахових наукових статей та більше ста авторських та за його редакцією монографій та збірників наукових праць, виданих шістьома європейськими мовами.
Деякі монографії:
1. Михайличенко О.В. Музично-естетичне виховання дітей та молоді в Україні (друга половина XIX — початок XX ст.): Монографія. — К.: Видавничий центр КДЛУ, 2000. — 340 с.
2. Михайличенко О.В. Педагогічні аспекти розвитку української музичної культури другої половини XIX — початку XX ст.: Монографія. — Суми, «Мрія-1», 2005. — 292 с. http://www.twirpx.com/file/486850/
3. Михайличенко О.В. Музично-естетичне виховання дітей та молоді в Україні (ретроспективно-теоретичний аспект): Монографія. — вид. 2-ге, перероб. і доповнене. — Суми: вид-во «Козацький вал», 2007. — 356 с.http://www.twirpx.com/file/615524/
4. Мистецька освіта в Україні / Художественное образование на Украине: теорія та практика / О.П.Рудницька [та ін.]; заг. ред. О.В.Михайличенко, редактор Г.Ю.Ніколаї. – Суми: СумДПУ ім. А. С. Макаренка, 2010. – 255 с.http://www.twirpx.com/file/615526/
5. Михайличенко О.В. Суспільно-політичні та гуманітарні науки: теорія, історія та методика навчання: Монографія [Текст з іл.] / О.В. Михайличенко – Суми: СумДПУ, 2011. – 341 с.http://www.twirpx.com/file/862415/
6. Михайличенко О.В. Теоретичні питання методики навчання суспільних дисциплін: наукові праці / О. В. Михайличенко, В. С. Бугрій, С. І. Моцак [та ін.]; заг. редакція професора О. В. Михайличенка. – Суми: СумДПУ ім.А.С.Макаренка, 2011. – 224 с. http://www.twirpx.com/file/785313/
7. Михайличенко О.В. Проблемы современной дидактики в вышей и средней школе: монография / Общая редакция проф. Михайличенко О.В. - Саарбрюккен / Германия: LAP LAMBERT Academic Publishing, 2017. – 218 с.
8. Михайличенко О.В. Актуальные проблемы организации обучения в высшей и средней школе – история, теория, практика: монография / общая редакция проф. Михайличенко О.В. – Саарбрюккен / Германия: LAP LAMBERT Academic Publishing, 2018. – 294 с.
9. Михайличенко О.В. Актуальные вопросы современного искусствознания: монография / Общая редакция проф. Михайличенко О.В. Саарбрюккен / Германия: LAP LAMBERT Academic Publishing, 2019. 210 c. https://www.twirpx.com/file/2968327/
10. Михайличенко О.В. Управление высшим и средним образованием: монография / Общая редакция проф. Михайличенко О.В. – Саарбрюккен / Германия: LAP LAMBERT Academic Publishing, 2019. – 277 c.
11. Musikpädagogik und Musikwissenschaft in der Ukraine: Monographie herausgegeben von Prof. Oleh Mykhailychenko / Аkademikerverlag. 2022. 190 р
12. Mykhailychenko Oleh. Politik und Sozial- und Politikwissenschaften: Geschichte, Theorie und Lehrmethoden: Studienführer für Studenten höherer Bildungseinrichtungen / East Finchley London, GlobeEdit, 2023. 105 р
13. Mykhailychenko O. The development of musical creativity in the Ukrainian lands of the past: The second half of the 19th - the beginning of the 20th century.Monograph. LAP LAMBERT Academic Publishing, 2024. 143 р.
14. Mykhailychenko O.V., Shapkina N.M. Übersetzung in der Entwicklung der Wissenschaft in Europa: Das Mittelalter / Beau Bassin, Deutschland / Germany: AV Akademikerverlag. 2024. 124 р.
15. Mykhailychenko Oleh Ensayos sobre la historia de la educación y crianza musical en Ucrania: en la segunda mitad del siglo XIX - a principios del siglo XX / East Finchley London, GlobeEdit, 2023. 127 р
16. Mykhailychenko O.V. Méthodologie de l'enseignement des sciences sociales dans l'enseignement supérieur : guide d'étude / East Finchley Londres, GlobeEdit, 2023. 116 p
17. Михайличенко О.В. Методика преподавания общественных наук в высшей школе: учебное пособие / East Finchley London, GlobeEdit, 2023. 116 p
18. Mykhailychenko Oleh. Saggi sulla storia dell'educazione e dell'istruzione musicale in Ucraina: nella seconda metà del XIX - inizio del XX secolo / East Finchley London, GlobeEdit, 2023. 127 р
19. Михайличенко О.В. Нариси з історії науки і техніки: навчальний посібник для студентів гуманітарних спеціальностей / East Finchley London, GlobeEdit, 2023. 340 с.
20. Михайличенко О.В. Украинское народоведение: очерки об Украине и украинцах / LAP LAMBERT Academic Publishing, 2015. 234 с.

Навчальні посібники:
1. Михайличенко О.В. Украинское народоведение: очерки об Украине и украинцах / О.В. Михайличенко - Lambert Academic Publishing (LAP), 2015. — 235 с.http://www.twirpx.com/file/1800982/
2. Михайличенко О.В. Українознавство: оповіді про Україну та українців / О.В. Михайличенко - LAP LAMBERT Academic Publishing, 2015. – 213 p. http://www.twirpx.com/file/1772480/
3. Михайличенко О.В. Музыкальная дидактика и музыкальное воспитание: теория / О. В. Михайличенко – LAP LAMBERT Academic Publishing, 2015. – 48 с.http://www.twirpx.com/file/1588210/
4. Михайличенко О.В. Основы музыкальной педагогики: учебное пособие для студентов музыкальных специальностей / О. В. Михайличенко – LAP LAMBERT Academic Publishing, 2014. – 197 с.http://www.twirpx.com/file/1521135/
5. Михайличенко О.В. Історія науки і техніки: Навчальний посібник / Михайличенко О.В. [Текст з іл.] – Суми: СумДПУ, 2013. – 346 с. http://www.twirpx.com/file/1017798/
6. Михайличенко О.В. Основи загальної та музичної педагогіки: теорія та історія: Навчальний посібник. / Вид. друге. Доп. та перероблене. — Суми: вид. «Козацький вал», 2009. — 211 с. (Гриф МОН України, лист № 14/18-Г-2206 від 27.10.2008) [Архівовано 28 травня 2016 у Wayback Machine.]
7. Михайличенко О.В. Методика викладання суспільних дисциплін у вищій школі: Навчальний посібник. / Вид. друге. Доп. та перероблене.. — Суми, СумДПУ, 2009. — 122 с. (Гриф МОН України, лист № 14/18-Г-2097 від 09.10.2008)http://chtyvo.org.ua/authors/Mykhailychenko_Oleh/Metodyka_vykladannia_suspilnykh_dystsyplin_u_vyschii_shkoli/ [Архівовано 17 березня 2013 у Wayback Machine.]
8. Михайличенко О.В. Нариси з історії музично-естетичного виховання молоді в Україні (друга половина XIX — початок XX ст.) — К.: Видавн. центр КНЛУ, 1999. — 238 с. http://www.twirpx.com/file/760824/
9. Михайличенко О.В. Основи загальної та музичної педагогіки: теорія та історія. — Навчальний посібник. — Суми: вид. «Наука», 2006. — 211 с.
10. Михайличенко О.В. Основи методики викладання суспільних дисциплін у вищій школі: Навчальний посібник. — Суми: «Мрія-1», 2006. — 104 с.
11. Mykhailichenko O. Ukrainische Ethnologie: Essays über die Ukraine und Ukrainer / Übersetzung aus dem Ukrainischen: Übersetzerin – Oksana Brokert. – Saarbrücken, Deutschland / Germany: AV Akademikerverlag, 2016. – 134 S.
12. Михайличенко О.В. Нариси з історії науки і техніки: Навчальний посібник / East Finchley London, GlobeEdit, 2023. 346 с.

Книжки та брошури:
1. Михайличенко О.В. Музично-педагогічна діяльність українських композиторів і виконавців другої половини XIX — початку XX ст.: Історичні нариси. — Суми: «Мрія-1», 2005. — 102 с.http://www.twirpx.com/file/615529/
2. Михайличенко О.В. Освіта і виховання в Японії та Китаї: історико-теоретичний аспект. — Суми: «Наука», 1997. — 122 с.
3. Михайличенко О.В. З історії освіти і естетичного виховання молоді в Україні: Нарис. — Суми: Видавництво «Наука», 1999. — 42 с.
4. Михайличенко О.В., Шрестха О.О. Система освіти у сучасному Китаї. — Суми, ВВП «Мрія-1» ЛТД, 1997. — 67 с. — http://www.twirpx.com/file/2073936/
5. Михайличенко О.В., Репетюк Н.С. Система освіти у сучасній Японії. — К,: КДЛУ, 1997. — 44 с.
6. Михайличенко О.В., Трихліб А.С. Моральне виховання учнів у сучасній Японії. — К,: КДЛУ, 1997. — 67 с.